# Eutima hartlaubi
Eutima hartlaubi är en nässeldjursart som beskrevs av Paul Torben Lassenius Kramp 1958. Eutima hartlaubi ingår i släktet Eutima och familjen Eirenidae.
Artens utbredningsområde är Indiska oceanen. Inga underarter finns listade i Catalogue of Life.